# 皇ゆず
皇 ゆず（すめらぎ ゆず、1996年1月16日 - ）は、日本のAV女優。ティーパワーズ所属。

## 略歴・人物
北海道出身。
趣味は美容、体を動かす事。
風俗情報サイト「シティヘブン」の人気ランキング東京1位で全国8位、SNSのフォロワー6万人超えという人気風俗嬢で、2021年9月にAVデビュー。
2023年6月発売の週刊プレイボーイでは「量、勢い、飛距離、コントロール、すべてが完璧な令和の潮吹きクイーン」として潮吹き特集ページで単独インタビューが掲載された。正常位でも真上に吹くことができ、立位では水平にジェット噴射ができる。平均4メートルは飛ばすことができるという。初めての潮吹きはすすきのでキャバ嬢として働いていた20歳の時。AV女優デビュー直後には潮吹きを掛けてしまい、約45万の撮影カメラを破壊したことがある。
撮影では潮に色や匂いが付くのを避けるため、撮影3時間前から1.5リットルほどの水を飲んでデトックスしている。

## 作品

### アダルトDVD
- 風俗情報サイト東京1位! SNSのフォロワー5万人超え! インフルエンサー人気嬢 AVデビュー（9月21日、溜池ゴロー）
- 桁違いのエロス!! セクシーなお姉さんに声かけたら… ≪超人気!≫東京NO.1有名デリヘル嬢だった奇跡。（10月5日、ナンパJAPAN）
- ランジェリー・チューバーがノーハンド・オイルマッサージにチャレンジ!密着してビンビンになったデカチンを敏感になった膣口に押し付けられ素股するとエグいほど下品な腰グラインドで絶頂イキ潮!（12月9日、サディスティックヴィレッジ）※「ひなこ」名義
- クリスマスイブに道で寝ていた泥酔女を持ち帰ったらとんでもない酒淫乱で友達10人と3日3晩ハメまくった（12月23日、サディスティックヴィレッジ）

- 体液飲んで、潮浴びて、中出ししまくるヤバすぎる彼女と僕のスプラッシュ同棲性交（1月4日、MOODYZ）
- 何発でも中出しOKの「ぶっ飛んだド痴女」2人を素人男性の自宅に突撃させちゃいます（1月18日、溜池ゴロー）
- えっココで… いきなりスプラッシュ! ドMクンはズブ濡れでイッちゃいな! ビチョビッ痴のWメガ潮吹き クレイジー逆ナンパ!（2月1日、MOODYZ）
- 桁違いのWエロス!! 超人気!東京NO.1【2人合わせてフォロワー7万人!】 W有名デリヘル痴嬢2人揃ってAV出演決定!!（2月1日、ナンパJAPAN）
- このギャル、俺の乳首係り（2月4日、ドリームチケット）
- Which are you? キミはSとMどっちのオンナで射精トリップする?（2月15日、kira☆kira）
- タダマンしたけりゃ10発は射精しろよな! 色気むんむん鬼絶倫女と朝まで潮・汗・唾液まみれで骨抜き中出し!（2月15日、OPPAI）
- 超大量潮吹き! ミスヘ○ン東京第一位「皇ゆず」の休日密着!? 童貞食いだけじゃ満足出来ずにヤリまくり! 乱れた性活する肉食系女子!（2月15日、ABC/妄想族）
- 僕だけが知っている女上司の裏顔。世界一だらしないダメマ○コとお漏らし禁止デートしてその後、潮吹いたら何度もお仕置き中出し（2月22日、本中）
- マジックミラー号ハードボイルド 所沢で買い物中をほろ酔いにしてペニスリング体験! 激震ち○ぽで何度もイカされイキ潮を吹いた素人妻は中出しも受け入れてしまうのか!? 「あなたよりSEXが好きなママ友を紹介して下さい」とお願いし呼び出した出産後に急激に感度が上がった人妻と中出しの限界に挑戦!（2月23日、サディスティックヴィレッジ）※「のの」名義
- 姫ビッチなGALとパコパコハメまくりッ! 細かいコトはいいからヤろ♡（2月23日、サディスティックヴィレッジ）
- 夫に内緒で他人棒SEX 「実は主人の精液も飲んだことないんです」 30歳すぎて初めての精飲 チ○ポ中毒の潮吹きモンスター妻 ゆずさん 35歳（2月23日、コスモス映像）
- 港区に住む乳首ビンビン即尺潮吹きモンスター風俗嬢が助けた恩返しに一晩中いつでもどこでも生中出しOKの発射無制限タダマンSEXの権利をくれた。 皇ゆず（3月1日、LUNATICS）
- 涙のノンストップ激イカせSEX 18 皇ゆず（3月8日、セレブの友）
- 追跡中出し痴漢 3 ～ギャルグループを1日中尾行して全員犯す～ 皇ゆず 深月めい るるちゃ。（3月10日、ナチュラルハイ）
- ソープ嬢の愛人とNGなしでハメまくる非日常フルオプション中出し不倫 皇ゆず（3月15日、溜池ゴロー）
- 射精と絶頂の1億倍気持ち良い! 男潮&女潮Wスプラッシュアクメ!! 皇ゆず（3月15日、MOODYZ）
- 街で噂の占い師 皇ゆず（3月20日、プラネットプラス/七狗留）
- 潮吹き女神「皇ゆず」 降臨! 絶頂絶潮大量Splash!&汗だく絶頂セックス!（3月22日、TEPPAN）
- ホームレスに炊き出し! ナマ大乱交でハメまくり中出しまくり! 酒淫乱天使・皇ゆずが総挿入23回! 中出し19回! 舌射5回!（3月24日、サディスティックヴィレッジ）
- 平日の暇な時間帯のメンズエステでW施術を薦められてお願いしたら欲求不満な奥さまセラピストに連続射精させられた VOL.4（3月24日、DANDY）
- 下品で優しいWタダマンギャルの挟み撃ち脳がバグるほど舐め尽くされ潮も精子もドバドバ大洪水ハーレム逆3P 皇ゆず 寺田ここの（4月5日、ワンズファクトリー）[4]
- 淫語で犯す自画撮り着衣痴女 皇ゆず 椿りょう（4月19日、ミル）
- 肉食系! 性欲モンスター 皇ゆず（4月26日、セレブの友）
- パパ活詐欺を繰り返す悪い女にお仕置き寸止め調教 皇ゆず（5月3日、KSB企画/エマニエル）
- 皇ゆずのペット紹介します。普段はもっともっと痴女なんですぅ。（5月12日、MERCURY）
- コンビニで働く欲求不満妻がバイトテロで乱痴気大騒ぎ! テンション爆上げヤリまくりパートタイム 皇ゆず（5月17日、溜池ゴロー）
- 性格が悪すぎる社長の息子のパワハラに必死に耐えていたが、そんな男に妻は大量潮吹きさせられて寝取られ中出しされた 皇ゆず（5月17日、ミセスの素顔/エマニエル）
- M男専用シェアハウス 稀代ビッチ皇ゆずが突撃するぞっ!!（5月17日、キチックス/妄想族）
- 応募素人クンにヤリ過ぎ神対応（潮びしゃびしゃ! 濃厚中出し! 男潮!）貴方の願望は私が全部200％で叶えちゃうよん! 皇ゆず（6月14日、ROYAL）
- 僕の調教済み性処理人形お譲りします! 皇ゆず（6月14日、セレブの友）
- ヤリマン姉妹のフェラ対決に僕のチ○ポが使われることになり… 交互に繰り出される凄テクに何度もザーメン搾り取られたが決着つかず、続く杭打ちピストン騎乗位対決で暴発中出ししまくった 乙アリス 皇ゆず（6月14日、アリスJAPAN）
- 禁断介護 皇ゆず（6月21日、グローリークエスト）
- 初アナル解禁SEX 皇ゆず（7月12日、セレブの友）
- 初レズ解禁! 皇ゆず with 波多野結衣（7月26日、セレブの友）
- W Ma○ko Device BondageII 鉄拘束マ○コ拷問 浜崎真緒 皇ゆず（8月2日、グローリークエスト）
- 皇ゆずが身悶えイキ狂う! 淫行・狂乱・卑劣すぎる4SEX（8月9日、セレブの友）
- 黒人解禁!! 東京No.1フードルVS全米No.1男優 デカマラ野獣もギブアップ! 日米ズコバコ大乱交 3ファック 20射精OVER! 皇ゆず（9月20日、溜池ゴロー）
- 浮気妻だからヤラれても仕方ないよね? 同窓会で出会った結婚している昔の彼女が旦那と暮らす家に忍び込みビックバンローター ガクガク失禁するまで分からせた ゆず32歳（10月6日、サディスティックヴィレッジ）
- M男専用 会員制逆バニー淫語BAR 新村あかり 皇ゆず（10月11日、犬/妄想族）
- 皇ゆず 8時間BEST（10月18日、溜池ゴロー）※単体ベスト
- 14人の『全身性感帯』オイルオナニー!（11月8日、セレブの友）
- マスク女子の卑猥なフェラチオ素人娘 2 12人（11月8日、かぐや姫Pt/妄想族）
- 素人なのにディルドオナニーで激しく感じちゃう一般人娘 10（11月15日、かぐや姫Pt/妄想族）
- 【潮神降臨…!!】鬼性欲ギャルVS鬼チ●ポ メチャシコビッチちゃん潮吹きまくり総量4リットル!! ベッド水没カメラ破壊中出しガンギマリハメ撮り!!（11月23日、シン・ぱすも/FALENO TUBE）
- 責め楽しむギャル ゆず & あづさ（12月10日、ミストレスランド）
- ノンストップ激イカせ…・アナルSEXバージョン 2 皇ゆず（12月13日、セレブの友）
- アナルマニア以外入店禁止! 変態尻穴専門ハプニングバー 2（12月20日、グローリークエスト）
- ～溢れる性衝動に溺れるオンナ～セックス・ドンナ 波多野結衣 2 激エロ・4SEX（12月27日、セレブの友）※主演は波多野結衣。皇は一部コーナーで波多と共演。

- SUPER FISHEYE FETISHISM 迫力興奮蜜写 黒ギャル妻どすけべ細ムチ肉感エロBODY 皇ゆず（1月10日、AVS collector’s）
- 【個撮】どこでもフェラ 9 11人（1月17日、かぐや姫Pt/妄想族）
- ～溢れる性衝動に溺れるオンナ～セックス・ドンナ 皇ゆず 激エロ・SEX & オナニー（2月14日、セレブの友）
- ビーチクこりッこりぺろっぺろカイカン連続地獄 発射無制限ドM男専用W乳首責め超高級二輪車中出し痴女ソープ 皇ゆず 辻井ほのか（2月14日、VENUS）
- 完全勃起する主観チクビオナニー! ビンビンの勃起乳首で貴方に迫るオナ娘15人!!（2月28日、セレブの友）
- 妄想アイテム究極進化シリーズ 真・時間が止まる腕時計 パート26（3月9日、ROCKET）
- 大嫌いな変態義父に性感開発されて即イキ潮吹きまくりのイっても止まらない早漏マ○コに調教された巨乳妻 皇ゆず（3月10日、人妻花園劇場）
- 究極のオナサポ! 主観命令オナニー! エロい身体で最高の射精に誘う厳選人気美女優15人!（4月25日、セレブの友）
- ケツ穴のシワまで丸見えにして、アナタだけに見せつけるオナニーで激イキする15人の女たち! vol.2（7月25日、セレブの友）
- ガチンコ全裸レズバトルリターンズ 3 紺野ひかる 皇ゆず 矢野沙衣 水月ありす（9月7日、ROCKET）
- 手加減ナシ! 容赦ナシ! マシンバイブで強制激イキオナニー14選!（10月24日、セレブの友）
- 夫の出世のために鬼畜興信所員に渋々体を捧げる絶潮巨乳人妻がいつの間にか不倫チ●ポに堕とされるお話 皇ゆず（11月28日、マザー）
- 黒人巨大マラ 犯された日本人美女 夫に内緒で借金を返すため闇バイトに手を出した若妻。足を洗うも見つかり拉致され堕とされる凌辱4P輪姦（11月28日、グローバルメディアエンタテインメント）
- 皇ゆず 未公開完全撮り下ろし2SEX & スーパーベストBOX 825分 5枚組（11月28日、セレブの友）※単体ベスト
- 破局ミックスファイト ROUND.2（12月7日、ROCKET）
- タンツボ女 皇ゆず（12月21日、RADIX）
- 鉄拘束アナル便器女 皇ゆず（12月22日、h.m.p）

- 暴走ちゃんを応援します! Episode5 feat.FALENOTUBE（1月11日、FALENO TUBE）
- 「子供がいても恋がしたい…」 ヤリチン保育士が産後イキやすくなった園児ママを誘って昼間っから宅飲みセックス VOL.2 【完全盗撮アングルVer.】（1月25日、DANDY）

### アダルトVR
- このギャル、俺の乳首係り ver.VR 皇ゆず（2月23日、ドリームチケット）
- 風俗情報サイト東京1位! インフルエンサーフードル! 予約の取れない人気デリヘル嬢との相互絶頂SEX 超・超・超潮噴きVR ごめんねっ、私気持ちイイと潮噴き止められないんだっ!! イク瞬間の潮噴きをよりわかりやすくカメラ角度・画質こだわり撮影!! 皇ゆず（4月5日、ワンズファクトリー）
- 全身マ○コの超敏感びちょびちょギャルデリヘル 皇ゆず（6月10日、KMPVR-bibi-）
- 【時間無制限! 発射無制限!】エロ過ぎ注意! 性欲モンスターの人気No.1の美ボディ & 美巨乳泡姫嬢による極上の凄テクご奉仕サービス! 【潮吹き噴射連発・絶頂ループ】の敏感風俗嬢に【口内射精・挟射・中出し3発】ゴムNG! 子作り孕ませOK! 高級ソープ 皇ゆず（7月30日、こあらVR）
- 【着衣スマタ & 尻コキ特化VR】15人完全撮りおろし（11月7日、こあらVR）
- 偶然手に入れた潮媚薬でたまたまウチに来たセールスレディーが爆水噴射!! 皇ゆず（11月19日、KMPVR）

- 吐息とベロで耳の中が犯される（3月25日、KMPVR）
- 舌と両乳首の三点で男を攻めまくるトライアングル愛撫VR（4月30日、KMPVR）

### アダルト配信
- 【壁一面に潮ぶっかけ噴射!?もえ(仮)】Hey!Please!Panty!人混みど真ん中でスケベ募集するTHE従順ドM痴女。外でスリル満点オナニー&ディルドフェラやっちゃって!グショ濡れノーパン散歩しちゃって! ホテルの床壁一面に潮ブチかましちゃって!!敏感絶頂の連続!首絞めバック、拘束ファックで巨乳メス豚ちゃんを中出し調教♪【いいなりMさん〜Please Panty〜NO.3】（11月26日、SUKEKIYO）※「もえ(仮)」名義
- ひなこ（12月3日、素人参加バラエティ）※「ひなこ」名義
- ゆず（12月22日、ヤリマン★ビッチーズ）

- 【最強のハメ潮性交】余分な前説、ヌルい前戯、一切無し!!イキなりフルスロットルで、爆乳ドスケベ娘をイカせまくるッ!!!「イラマ好き・首絞め好き・スパンキング好き・騎乗位好き」セックスを愛しセックスに愛された究極のどエロ逸材がやってきた!!開始数分でハメ潮が飛び出してからはラストまで潮まみれ連続無限絶頂で駆け抜ける!!【圧巻9P!!エロ過ぎて、カメラがぶっ壊れるセックス】（1月12日、DIEGO）※「あいさん(仮名)」名義
- 【洪水警報発令!!ただちに避難せよ!!】エロにステータスを極振りしたスプラッシュマ○コ美女参戦!!100%潮吹く爆潮炸裂ガール!!飲んで出しての永久機関!!男もカメラも全部びしょ濡れ!!お部屋清掃の皆さんごめんなさいww＜エロい娘限定ヤリマン数珠つなぎ!!〜あなたよりエロい女性を紹介してください〜99発目＞（1月15日、プレステージプレミアム）
- 【最強無敵】【ドエロギャル】ゆずさん登場! 『セフレに飽きて、男優さんの刺激を体験したい』ドМでもうメチャクチャにされたい! 『期待と興奮でもうパンツが濡れてます♪』【炸裂放水】【激イキ】セックス大好きギャルがドエロにヨガリしゃぶり放水したりとイキっぱなしでメチャクチャです!! 気持ちよすぎて、潮吹きでなくストレートで放水しちゃうSEXを見逃すな!（3月29日、ARA）
- ゆず（5月20日、おっぱいちゃん）
- ゆず（5月30日、僕の彼女はいつでもどこでも発情女）
- ゆず 2（6月24日、おっぱいちゃん）
- ゆみ（7月11日、密室タクシードライバー）
- 童貞チ○ポを4回も射精させる! あざとエロい艶麗Fカップお姉さん きょうこ（7月15日、E★ナンパDX）
- ゆな (mcht012)（7月18日、待ち伏せハンター）
- ゆず (ffee090)（9月22日、有限会社写楽企画）
- ゆり（10月24日、卑劣な男に眠らされた女たち）

- ゆず & ゆい（5月6日、アヘ顔ちゃん）
- 小林さん（5月16日、素人ギャラリー）
- ひめ（9月23日、素人ギャラリー）
- 【裏垢女子をコテンパン!!】のはずが、、、高圧ジェット潮吹き!! 無限性欲!! 並のチ●ポじゃビクともしない鋼鉄のマ●コを持つ ハプバー荒らしの異名を持つ裏垢女子とハードピストン×5の大乱交SEX!!! ちゃた（12月5日、まんまんランド）

- リサ（1月7日、ほろ酔い天使）

## 出演

### テレビ
- もう!バカリズムさんの超H! #38（2022年10月31日、フジテレビONE）